# Alfred nationalpark
Alfred nationalpark är en nationalpark i Australien. Den ligger i delstaten Victoria, i den sydöstra delen av landet, 250 kilometer söder om huvudstaden Canberra. Alfred nationalpark ligger 211 meter över havet. Arean är 31 kvadratkilometer.
Området var redan före 1920-talet ett naturskyddsområde i delstatens förvaltning. Det fick 1925 status som nationalpark. 1983 drabbades parken av omfattande skogsbränder.
I nationalparken förekommer en endemisk art av släktet skattor samt sällsynta arter inom familjen trädormbunkar. Typiska djurarter är Dasyurus maculatus, Schreibers fladdermus, större spökuggla och större sottornuggla.
Terrängen i Alfred nationalpark är platt söderut, men norrut är den kuperad. Trakten är nära nog obefolkad, med mindre än två invånare per kvadratkilometer. Det finns inga samhällen i närheten. 
I Alfred nationalpark växer i huvudsak städsegrön lövskog.